# Nadia Kibout
Nadia Kibout (Saint-Étienne, ...) è un'attrice francese, attiva soprattutto in Italia.

## Biografia
Nadia Kibout nasce a Saint-Étienne da genitori algerini e frequenta diverse scuole di recitazione e laboratori teatrali in Francia, in Italia e negli Stati Uniti. 

### Carriera
Lavora in teatro negli spettacoli Semi d'acciaio con Paola Pitagora e Massimo Wertmüller, Il dubbio con Stefano Accorsi per la regia di Sergio Castellitto, Una tigre del Bengala allo zoo di Baghdad per la regia di Luca Barbareschi, Eneide per la regia di Matteo Tarasco ed interpreta il monologo Lampedusa Beach per la regia di Lina Prosa.
Recita nel film tv Una casa nel cuore e in molte serie televisive come La moglie cinese, La squadra, Intelligence - Servizi & segreti, Sposami e Nero a metà, Vita da Carlo.
Al cinema prende parte ai film Balletto di guerra di Mario Rellini, Il mercante di stoffe di Antonio Baiocco, Per Sofia di Ilaria Paganelli, Sotto una buona stella di Carlo Verdone, Ameluk di Mimmo Mancini, ed è diretta da Lorenzo Sepalone nei cortometraggi La Luna è sveglia, Ieri e Domani, Insieme e Volti.
Nel 2016 esordisce alla regia con il corto Le ali velate, di cui è anche attrice protagonista, in concorso per i David di Donatello, in lizza o vincitore di vari premi in altri concorsi, fra cui il Lucania Film Festival. Nel 2018 l'Asti Film Festival le conferisce il premio di migliore attrice per il corto La pace dannata.

### Altre attività
È tra i fondatori e principali attivisti insieme a Esther Elisha, Ira Fronten, Tezeta Abraham di Collettivo N, una nuova realtà artistica e culturale che vede al suo interno professionisti di origine africana – ma non solo – attivi nel campo audiovisivo, le cui istanze e i lavori hanno avuto rappresentanza e dignità di presentazione sia durante il Festival del cinema di Venezia che presso la Festa del Cinema di Roma.

## Filmografia

### Attrice

#### Cinema
- Balletto di guerra, regia di Mario Rellini (2004)
- Ti aspetto fuori, regia di Alfio D'Agata (2008)
- Per Sofia, regia di Ilaria Paganelli (2009)
- Il mercante di stoffe, regia di Antonio Baiocco (2009)
- Pas de deux, regia di Claver Salizzato (2010)
- Il rito, regia di Mikael Håfström (2010)
- Puppe, Icke & der Dicke, regia di Felix Stienz (2012)
- La Luna è sveglia, regia di Lorenzo Sepalone - cortometraggio (2012)
- Sotto una buona stella, regia di Carlo Verdone (2014)
- Ameluk, regia di Mimmo Mancini (2014)
- Caina, regia di Stefano Amatucci (2016)
- Ieri e Domani, regia di Lorenzo Sepalone - cortometraggio (2017)
- La Pace dannata, regia di Adelaide Dante De Fino - cortometraggio (2018)
- Insieme, regia di Lorenzo Sepalone - cortometraggio (2020)
- L'afide e la formica, regia di Mario Vitale (2021)
- Elisa, regia di Leonardo Di Costanzo (2025)

#### Televisione
- Vento di ponente - serie TV (2004)
- Les prédateurs - serie TV, episodi 1x01-1x02 (2007)
- I liceali - serie TV, episodi 1x01-1x05 (2008)
- La squadra - serie TV (2008)
- Intelligence - Servizi & segreti - serie TV, episodio 1x04 (2009)
- La moglie cinese, regia di Antonello Grimaldi - miniserie TV (2010)
- Sposami, regia di Umberto Marino - miniserie TV, episodio 1x06 (2012)
- Una casa nel cuore, regia di Andrea Porporati - film TV (2015)
- De Bunker - serie TV, episodio 1x02 (2015)
- Nero a metà - serie TV, episodi 2x04-2x09 (2020)
- Vita da Carlo, regia di Carlo Verdone - serie TV (2021)

### Regia
- Le ali velate - cortometraggio (2016)

## Teatro
- Il dubbio di John Patrick Shanley, regia di Sergio Castellitto. Modena, Teatro Storchi (2008). Roma, Teatro Valle (2009)
- Semi d'acciaio di Leonardo Petrillo, Giancarlo Brancale e Angela Di Noto, regia di Leonardo Petrillo. Roma, Teatro Quarticciolo, Teatro Tor Bella Monaca e Teatro India (2010)
- Una tigre del Bengala allo zoo di Baghdad di Rajiv Joseph, regia di Luca Barbareschi. Roma, Teatro Eliseo (2015)
- Eneide. Ciascuno patisce la propria ombra di Matteo Tarasco, regia di Matteo Tarasco. Roma, Sala Umberto (2014)
- Lampedusa Beach di Lina Prosa (2018)